# تام سایزمور
توماس ادوارد "تام" سایزمور جونیور (به انگلیسی: Thomas Edward "Tom" Sizemore, Jr.) (۲۹ نوامبر ۱۹۶۱ – ۳ مارس ۲۰۲۳) بازیگر آمریکایی بود که با هنرنمایی در نقش شخصیت‌های سرسخت، و آثار حادثه‌ای به شهرت رسید. بازی تام سیزمور فیلم‌های جنگی «نجات سرباز رایان» و «سقوط شاهین سیاه» از جمله نقش‌های سینمایی او محسوب می‌شوند.

## زندگی و تحصیلات
تام سیزمور اهل دیترویت بود، شهری که مادرش برای دادستان کار می‌کرد، و پدرش وکیل دادگستری و استاد فلسفه بود. او در دانشگاه ایالتی وِین تحصیل کرد و دانش‌آموخته رشته تئأتر از دانشگاه تمپل بود.

## فعالیت هنری
تام سیزمور در سال ۱۹۸۹ توسط الیور استون برای هنرنمایی در فیلم «متولد چهارم ژوئیه» برگزیده شد. او در این فیلم ضد جنگ که یکی از آثار الیور استون دربارهٔ جنگ ویتنام است، نقش دامپزشکی را بازی کرد که از شخصیت‌های فرعی بود.
بازی در این فیلم سکوی پرتابی برای تام سیزمور بود و او در دهه ۱۹۹۰ در نقش‌های مکمل مجموعه‌ای از آثار سینمایی مانند «قاتلین بالفطره»، «شیطان در لباس آبی» و «روزهای عجیب» در نقش کارآگاه سرسخت به هنرنمایی پرداخت.
از سایر فیلم‌های او می‌توان از «وایات ارپ»، «مخمصه» و «بیرون آوردن مردگان» نام برد.
تام سیزمور علاوه بر الیور استون، تجربه همکاری با کارگردان‌های صاحب سبکی مانند مایکل مان، پیتر هایمز، کاترین بیگلو، لارنس کاسدان، کارل فرانکلین، مارتین اسکورسیزی، ریدلی اسکات، استیون اسپیلبرگ، و مایکل بی را در کارنامه حرفه‌ای خود داشت.
تام سیزمور علاوه بر نقش‌های مکمل، در چند فیلم و سریال نیز به‌عنوان بازیگر نقش اصلی حضور داشت و در سال ۲۰۰۰ برای بازی در «حفاظت از شاهان» نامزد دریافت جایزه بهترین بازیگر مرد گلدن گلوب در بخش بهترین سریال کوتاه و فیلم تلویزیونی شد.

## مشکلات شخصی
در سال ۲۰۰۳ سایزمور به ایجاد مزاحمت برای یک بازیگر ۱۱ ساله در حین فیلمبرداری متهم شد، اما در نهایت اجازه یافت تا ماه‌ها بعد به فیلم بازگردد اما از فیلم ترسناک «درها» کنار گذاشته شد. در سال ۲۰۱۸، این اتهامات دوباره مطرح شد اما شکایت توسط یک دادگاه در یوتا رد شد.
وی سال ۲۰۱۷ اعتراف کرد که «سال‌ها با سوء مصرف مواد و شیاطین مرتبط با آن مبارزه کرده‌است» و چندین بار در سال‌های ۲۰۱۹ و ۲۰۰۷ در مراکز بازپروری به سر برده و حتی در ارتباط با این مسایل ۹ ماه زندانی شده‌است. سایزمور در کتاب خاطراتش که سال ۲۰۱۶ منتشر شد بسیاری از این موارد و نیز اتهام به آسیب رساندن به نامزدش را روشن کرده‌است.
وی نوشته‌است در ۱۴ سالگی فیلم «راننده تاکسی» با بازی دنیرو را دید و از همان زمان آرزوی بازیگر شدن را در سر پروراند.
هر چند که تام سیزمور از بازیگران مستعد آمریکایی در سال‌های اخیر محسوب می‌شود ولی موفقیت‌های این هنرمند در سایه مصرف مشروبات الکلی، اعتیاد به مواد مخدر، و حواشی پیرامون زندگی شخصی او قرار گرفت. وی چندین بار در مراکز بازپروری و ترک اعتیاد بستری شد و دادگاه در سال ۲۰۰۳ او را به دلیل خشونت خانگی به شش ماه به زندان محکوم کرد. تام سیزمور مشکلات قانونی زیادی داشت، چندین بار به آزار و رفتار ناشایست جنسی متهم شد، و مدتها برای ترک اعتیاد، درمان افسردگی و سایر مشکلات روحی خود تحت نظر پزشکان بود. او در چند برنامه تلویزیونی دربارهٔ مشکلات روحی، اعتیاد، و جنبه‌های مختلف زندگی شخصی خود بصورت علنی صحبت کرد، و این موارد در کتاب خاطراتش در سال ۲۰۱۳ نیز مطرح شده‌است.

## خانواده
تام سیزمور یک بار ازدواج کرد و صاحب دو فرزند است.

## درگذشت
تام سیزمور که از ۱۸ فوریه به دلیل سکته و آنوریسم مغزی به کما رفته بود و شرایط وخیمی داشت، پس از یک دوره بیماری دوشنبه در بخش مراقبت‌های ویژه مرکز پزشکی پراویدنس سنت جوزف در شهر بربنک کالیفرنیا در سن ۶۱ سالگی درگذشت.

## گزیده فیلم‌شناسی
«سایزمور» در فیلم‌هایی از جمله «نجات سرباز رایان» از «استیون اسپیلبرگ»، «مخمصه» ساخته «مایکل مان» و «سقوط شاهین سیاه» به کارگردانی «ریدلی اسکات» بازی کرده‌است. «تام سایزمور» در یکی از اولین حضورهای مهم خود در سینما در فیلم «متولد چهارم جولای» ساخته «الیور استون» در سال ۱۹۸۹ ظاهر شد و بعدها در فیلم «نقطه شکست» به کارگردانی «کاترین بیگلو» در سال ۱۹۹۱ و «قاتلان بالافطره» (۱۹۹۴) دیگر ساخته «الیور استون» ظاهر شد.
از فیلم‌های معروف او عبارت‌اند از:
- مخمصه
- نجات سرباز رایان
- قاتلین بالفطره
- سقوط شاهین سیاه
- مسافر ۵۷
- پسر آمریکایی
- قبل از اینکه بخوابم
- دشمن کشور
- زندان
- جسد
- احیای مردگان
- گروهان قهرمانان
- کوره
- صلیب
- رادیکال
- پرتقال‌ها
- پاپاراتزی
- جاده سرخ
- سرخ
- زندان
- فاصله قابل توجه
- داستان عاشقانه واقعی
- یواس‌اس ایندیاناپلیس: مردان دلیر
- در مظان جرم
- به من برس
- قبل از اینکه بخوابم
- فلت
- شیطان در لباس آبی
- نقطه شکست
- روز عجیب و غریب
- فولاد آبی
- وایت ایرپ
- تا مغز استخوان مبارزه کن
- دخترخاله سارا
- جاده زی‌زیکس
- سیاره سرخ
- دشنه
- سمی
- جایی که سگ‌ها دروغ می‌گویند
- ۲۱ و یک بیداری
- گاو برانکس
- تماشا کنید